# Hortino Zakład Przetwórstwa Owocowo-Warzywnego Leżajsk
HORTINO Zakład Przetwórstwa Owocowo-Warzywnego Leżajsk Sp. z o.o. – jedno z największych przedsiębiorstw przetwórstwa owocowo-warzywnego w Polsce. W jego skład wchodzą dwa zakłady produkcyjne, zlokalizowane w Leżajsku oraz w Starym Mieście. Na rynku działa od 1972 roku (początkowo jako część Hortexu), natomiast od 1 czerwca 2000 r., po zakupie za 17 mln zł zakładu w Leżajsku od Hortexu przez spółkę 600 pracowników, ok. 700 dostawców owoców i warzyw, 37 przedsiębiorstw oraz 8 samorządów, jako samodzielny podmiot gospodarczy.
Przedsiębiorstwo zatrudnia ponad pięćset osób. Przedsiębiorstwo skupuje i przetwarza rocznie ok. 90 tys. ton owoców i warzyw, pochodzących głównie z woj. lubelskiego, podkarpackiego i świętokrzyskiego.
40% produkcji eksportowane jest do Rosji, Ukrainy, Białorusi i Kazachstanu, 35% do Unii Europejskiej i USA, a na rynek krajowy trafia 25%.

## Poltino
W grudniu 2005 r. HORTINO ZPOW Leżajsk Spółka z o.o. wprowadziło na rynek nową markę POLTINO, która zastąpiła istniejącą od 2000 r. markę HORTINO. Używanie marki Hortino, pomimo rejestracji w 2001 przez Urząd Patentowy, zostało zaniechane po procesie wytoczonym przez spółkę Hortex, oskarżającą Hortino o podróbkę nazwy i logo firmy. Ostateczny wyrok w tej sprawie wydał 24 maja 2005 Naczelny Sąd Administracyjny. Spór o znak towarowy był przedmiotem jednej z interpelacji poselskiej. W 2009 przedsiębiorstwo posiadało 9% udział w krajowym rynku mrożonek, zajmując drugie miejsce po swoim dawnym koncernie macierzystym.

## Nagrody i wyróżnienia
Przedsiębiorstwo jest laureatem licznych nagród i wyróżnień, z których najważniejsze to: Puchar Ministra Rolnictwa i Rozwoju Wsi, Konsumencki Znak Jakości, AGRO POLSKA, Najlepszy produkt Targów IFE Poland, Złoty Medal Międzynarodowych Targów Poznańskich POLAGRA FOOD, Gazele Biznesu, Lider AGRO EXPORT, Podkarpacka Nagroda Gospodarcza.